# Муха вишнева
Вишнева муха (Rhagoletis cerasi Linnaeus, 1758) або європейська вишнева муха — муха з родини осетниць (Tephritidae). Пошкоджує плоди черешні та вишні, особливо сорти середнього та пізнього строків дозрівання.

## Опис

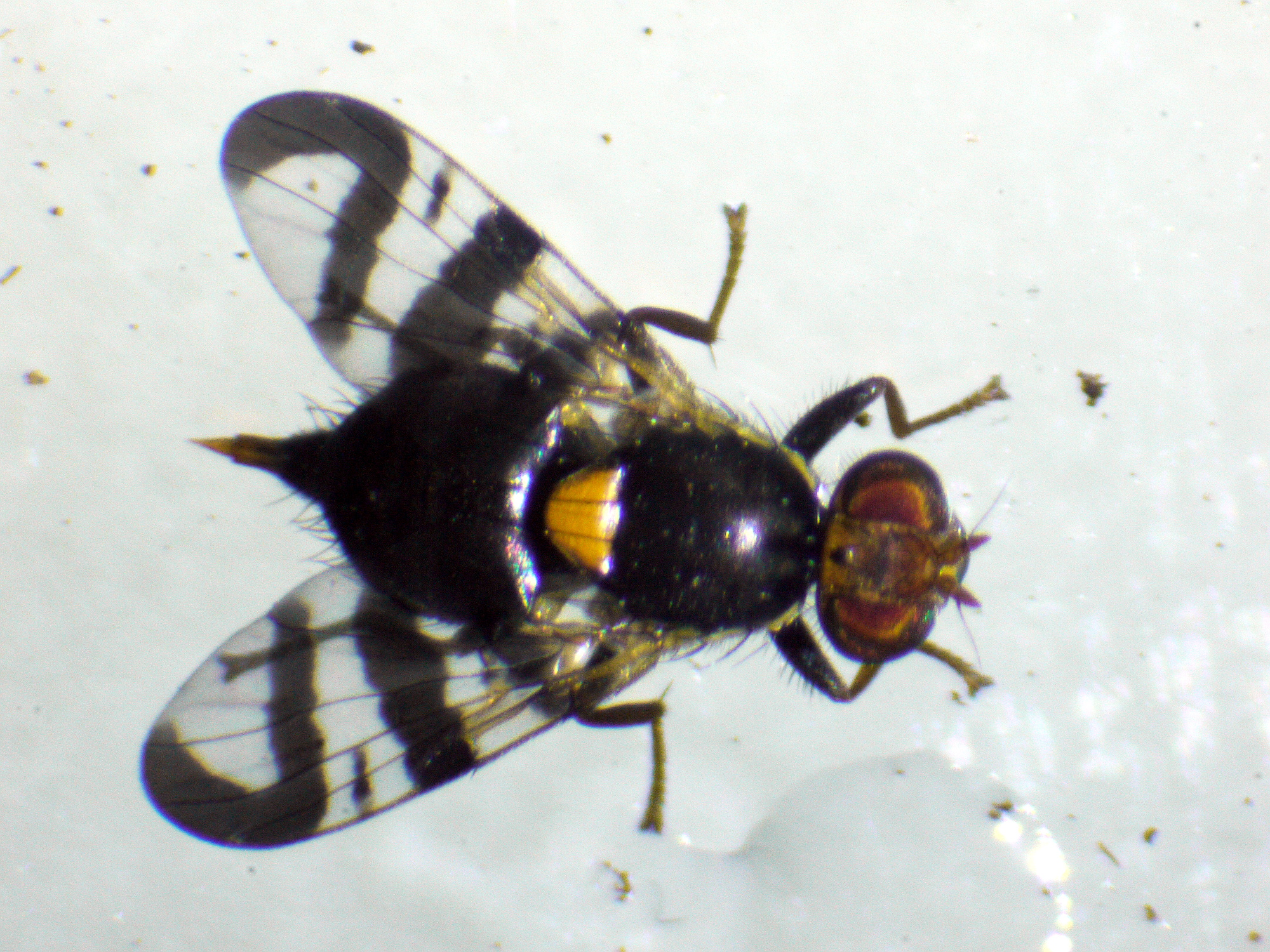
Вишнева муха

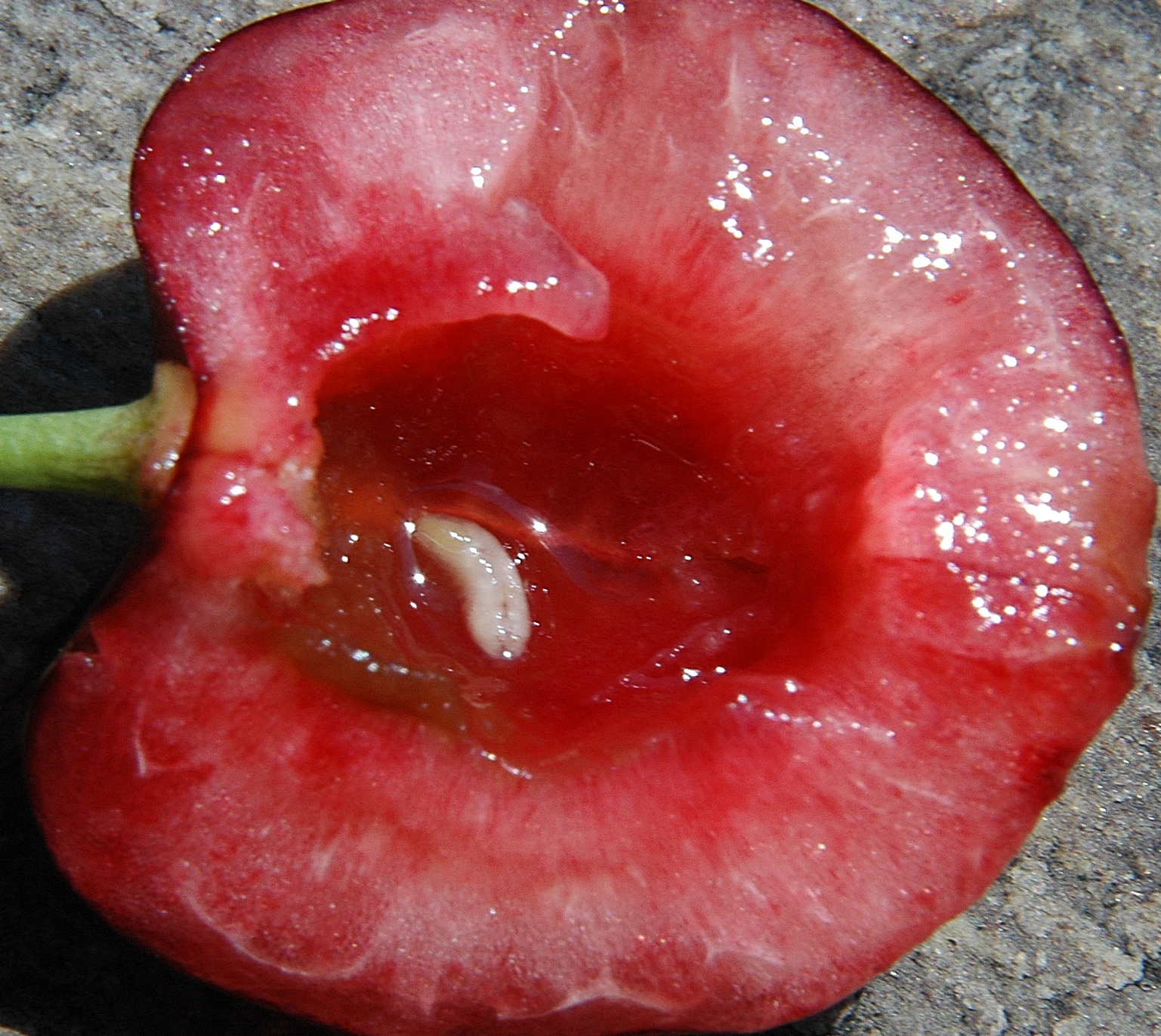
Личинка вишневої мухи

Маленька чорна муха близько 4 міліметрів завдовжки, з трьома поперечними темними смугами на прозорих крилах, які нагадують лапки павука, із сіруватообпиленими смугами на щиті середньоспинки та жовтим щитком.
Характерною ознакою при розрізненні від інших видів роду, зокрема східної вишневої мухи, є наявність короткого фрагмента темної смужки між двома поперечними смугами на кінці крила.

## Поширення в Україні
Поширена на всій території України.

## Екологія
Зимує в стадії Пупарії (лялечка), несправжні кокони розміщуються в ґрунті на різній глибині. На легких супіщаних ґрунтах вони залягають на глибині 4-5 см, на важких — 2-3 см. Виліт мух відбувається в травні, після цвітіння черешні. Навесні, коли на півдні України сума активних температур вищих за +10°С у ґрунт на глибині 5 см досягає 190°С, а в Поліссі та Лісостепу 223°С, починається вихід мух з ґрунту. Для дозрівання яєць мухи потребують додаткового живлення солодкими виділеннями попелиць або соком плодів. Період додаткового живлення триває 6-19 днів і залежить насамперед від температурних умов. Яйцекладка починається, коли сума середньодобових температур, вищих за +10°С після початку льоту мух сягає 66°С. Яйця відкладає в плоди черешні й вишні. З яєць виходять білі безногі личинки, які живляться м'якоттю стиглих плодів. Під час достигання середніх і пізніх сортів черешні личинки залишають плоди і заляльковуються у ґрунті. Шкодить в усіх зонах України, особливо в Степу і Закарпатті.
Звичайно відкладає яйця в плоди рослин роду сливи, зокрема таких видів:
- черешня[4][5],
- вишня звичайна[4][5],
- Prunus serotina[3],
- антипка[3].

Але також може відкладати яйця в плоди рослин роду жимолості, зокрема таких видів:
- жимолость звичайна[4],
- жимолость татарська[4],
- Lonicera alpigena[3],
- Lonicera morrowii[3],
- Lonicera × bella[3].

Для захисту врожаю від вишневої мухи орють ґрунт в міжряддях саду та пристовбурних смугах із заорюванням опалого листя та рослинних решток, а також викорчовують і видаляють із саду засохлі дерева. Можуть застосовувати хімічні засоби захисту рослин.